# 나를 돌아봐
《나를 돌아봐》는 KBS 2TV에서 2015년 7월 24일부터 2016년 4월 29일까지 방송된 한국방송공사의 텔레비전 프로그램이며 초창기 제목으로는 <오빠가 돌아왔다> <역지사지> 등이 거론됐는데 <오빠가 돌아왔다>로 편성할 당시 박영규가 이경규의 파트너 물망에 올랐었다.
한편, 파일럿 방영 일부 욕설 장면을 반복해서 보여주고, 욕설 내용을 폭탄 모양의 아이콘 등으로 처리하여 방송통신심의위원회로부터 "경고" 조치를 받았으나 정규 1~3회 방영분에서 출연자 사이의 비하발언이 제기되어 방송심의소위원회 회의에서 "의견제시" 조치를 받았다.

## 기획 의도
“타인을 통해 자신을 되돌아본다”는 콘셉트의 프로그램으로, 6명의 출연자가 각 2명씩 짝을 지어서 다른 사람의 입장을 체험하면서 지금까지 자신의 행동을 돌아보는 계기를 된다.

## 방송 시간
| 방송 채널 | 방송 기간                         | 방송 시간                    | 비고        |
| --------- | --------------------------------- | ---------------------------- | ----------- |
| KBS 2TV   | 2015년 4월 17일 ~ 2015년 5월 8일  | 매주 금요일 밤 10:55 ~ 12:15 | 파일럿 방송 |
| KBS 2TV   | 2015년 7월 24일 ~ 2016년 4월 29일 | 매주 금요일 밤 9:35 ~ 11:00  | 정규 방송   |

## 출연진

### 최종 출연
- 이경규 & 박명수
- 박준형 & 잭슨
- 조우종 & 송해

### 하차
- 장동민 : 파일럿
- 유세윤 & 유상무 : 파일럿
- 이홍기 & 최민수 : 1 ~ 6회
- 김수미, 조영남 : 1 ~ 26회

## 시청률
최저 시청률과 최고 시청률은 시청률 조사회사와 지역별로 시청률에 차이가 있을 수 있습니다.

### 2015년
| 회차      | 방송일    | 방송일    | AGB 시청률 | AGB 시청률  |
| 회차      | 본 방송   | 재방송    | 본 방송    | 재방송      |
| 파일럿    | 파일럿    | 파일럿    | 파일럿     | 파일럿      |
| --------- | --------- | --------- | ---------- | ----------- |
| 제1회     | 4월 17일  |           | 4.4%       |             |
| 제2회     | 4월 24일  |           | 5.2%       |             |
| 제3회     | 5월 1일   |           | 4.1%       |             |
| 제4회     | 5월 8일   |           | 4.5%       |             |
| 정규 편성 |           |           |            |             |
| 제1회     | 7월 24일  | 7월 31일  | 6.4%       | 4.1%        |
| 제2회     | 7월 31일  | 8월 7일   | 6.7%       | 3.9%        |
| 제3회     | 8월 7일   | 8월 14일  | 7.0%       | 2.9%        |
| 제4회     | 8월 14일  | 8월 15일  | 6.6%       | 4.9% / 3.8% |
| 제5회     | 8월 28일  | 8월 29일  | 5.3%       | 5.7%        |
| 제6회     | 9월 4일   | 9월 5일   | 5.6%       | 5.8%        |
| 제7회     | 9월 11일  | 9월 12일  | 5.4%       | 5.5%        |
| 제8회     | 9월 18일  | 9월 19일  | 5.9%       | 3.9%        |
| 제9회     | 9월 25일  | 9월 26일  | 7.8%       | 5.4%        |
| 추석 특집 | 9월 28일  |           | 3.9%       |             |
| 제10회    | 10월 2일  | 10월 3일  | 5.7%       | 5.5%        |
| 제11회    | 10월 9일  | 10월 10일 | 6.5%       | 4.9%        |
| 제12회    | 10월 16일 | 10월 17일 | 6.1%       | 4.5%        |
| 제13회    | 10월 23일 | 10월 24일 | 5.9%       | 4.2%        |
| 제14회    | 10월 30일 | 10월 31일 | 7.7%       | 3.8%        |
| 제15회    | 11월 6일  | 11월 7일  | 6.0%       | 4.0%        |
| 제16회    | 11월 13일 | 11월 14일 | 6.1%       | 4.0%        |
| 제17회    | 11월 20일 | 11월 21일 | 5.3%       | 4.9%        |
| 제18회    | 11월 27일 | 11월 28일 | 5.6%       | 4.5%        |
| 제19회    | 12월 4일  | 12월 5일  | 7.0%       | 5.1%        |
| 제20회    | 12월 11일 | 12월 12일 | 8.0%       | 5.0%        |
| 제21회    | 12월 18일 | 12월 19일 | 8.0%       | 4.9%        |
| 제22회    | 12월 25일 | 12월 26일 | 13.4%      | 6.3%        |

### 2016년
| 회차   | 방송일   | 방송일   | AGB 시청률 | AGB 시청률 |
| 회차   | 본 방송  | 재방송   | 본 방송    | 재방송     |
| ------ | -------- | -------- | ---------- | ---------- |
| 제23회 | 1월 1일  | 1월 2일  | 7.4%       | 5.2%       |
| 제24회 | 1월 8일  | 1월 9일  | 8.2%       | 5.3%       |
| 제25회 | 1월 15일 | 1월 16일 | 7.1%       | 5.1%       |
| 제26회 | 1월 22일 | 1월 23일 | 7.6%       | 4.7%       |
| 제27회 | 1월 29일 | 1월 30일 | 6.5%       | 4.8%       |
| 제28회 | 2월 5일  | 2월 6일  | 6.9%       | 5.2%       |
| 제29회 | 2월 12일 | 2월 13일 | 7.8%       | 4.4%       |
| 제30회 | 2월 19일 | 2월 20일 | 6.4%       | 4.4%       |
| 제31회 | 2월 26일 | 2월 27일 | 6.4%       | 4.3%       |
| 제32회 | 3월 4일  | 3월 5일  | 4.9%       | 4.2%       |
| 제33회 | 3월 11일 | 3월 12일 | 5.8%       | 4.1%       |
| 제34회 | 3월 18일 | 3월 19일 | 5.9%       | 4.4%       |
| 제35회 | 3월 25일 | 3월 26일 | 6.3%       | 4.1%       |
| 제36회 | 4월 1일  |          | 4.2%       |            |
| 제37회 | 4월 8일  |          | 5.6%       |            |
| 제38회 | 4월 15일 |          | 4.9%       |            |
| 제39회 | 4월 29일 |          | 6.1%       |            |

## 수상경력
- 2015년 KBS 연예대상 베스트 커플상 송해, 조우종
- 2015년 KBS 연예대상 쇼오락부분 여자 우수상 김수미
- 2015년 KBS 연예대상 쇼오락부분 남자 최우수상 박명수

## 편성 변경 및 결방 사유
- 2015년 8월 21일 : 최민수의 외주제작 PD 폭행 사건에[7] 따른 여파로 결방
- 2016년 4월 1일 : 2016 KBO리그 개막전 두산 vs 삼성[8] 끝나고 22:30 1시간 지연
- 2016년 4월 22일 : 《태양의 후예》 스페셜 방송으로[9] 인한 결방